# Patria (Fernando Aramburu)
Patria es una novela del escritor español Fernando Aramburu publicada en 2016.
Patria se ambienta en una localidad rural ficticia de Guipúzcoa donde el entorno de ETA ejerce una considerable influencia en la vida del pueblo. Temporalmente se ubica entre la década de 1980 y 2011, cuando ETA anunció el cese definitivo de su actividad armada.
La novela tuvo una gran repercusión comercial y una acogida positiva por la crítica, ganando varios premios literarios, entre ellos el Premio Nacional de Narrativa.

## Argumento
Muchos años después del asesinato de Txato, empresario de una pequeña localidad rural de Guipúzcoa, ETA anuncia el alto el fuego definitivo (año 2011). Bittori, la viuda de Txato, ha estado visitando su tumba en Polloe. Tras la noticia, decide visitarle una vez más y decirle que piensa volver al pueblo, del que tuvo que exiliarse junto con su familia por el clima de tensión política que se vivía en una comunidad regida por la represión abertzale. Sin embargo, y a pesar de regresar a escondidas, la vuelta de Bittori altera la falsa paz entre aquellos que en su día fueron vecinos e incluso amigos, hasta que las circunstancias provocaron que su familia fuese acosada. A lo largo de la novela, Bittori tratará de encontrar respuestas.

## Personajes principales
- Txato Lertxundi: padre de familia y empresario de transportes asesinado por ETA.
- Bittori: esposa de Txato y ama de casa.
- Xabier Lertxundi: hijo mayor de Txato y Bittori, trabaja como médico en San Sebastián.
- Nerea Lertxundi: hija menor de Txato y Bittori, se gradúa en Derecho en Zaragoza y trabaja en la oficina de Hacienda de San Sebastián.
- Joxian: padre de familia y obrero metalúrgico.
- Miren: esposa de Joxian y ama de casa.
- Joxe Mari: segundo hijo de Joxian y Miren, miembro de ETA.
- Gorka: hijo menor de Joxian y Miren, escritor y locutor de radio radicado en Bilbao.
- Arantxa: primera hija de Joxian y Miren, queda incapacitada en silla de ruedas debido a un ictus. Sus padres cuidan de ella.

### Personajes secundarios
- Guillermo: marido de Arantxa, natural de Rentería. Se divorcia de ella tras el ictus. Tienen dos hijos: Endika y Ainhoa.
- Aranzazu: auxiliar de enfermería que mantiene una relación con Xabier.
- Josune: novia de Joxe Mari.
- Jokin: amigo de Joxe Mari, con el que se marcha del pueblo para formar parte de la banda terrorista. Hijo de un matrimonio vecino: Juani y Josetxo.
- Koldo: amigo de Joxe Mari y Jokin. Los delata en un interrogatorio.
- Don Serapio: cura del pueblo.
- Patxi: regenta la Arrano Taberna.
- Quique: marido de Nerea.
- Celeste: cuidadora de Arantxa

## Recepción

### Críticas
Con una gran repercusión comercial, y tras haber sido traducida a más de treinta idiomas, las críticas de la novela fueron en su mayoría positivas. José Carlos Mainer, desde el diario El País, valoró la manera en la que Aramburu ha retratado «las dos caras de la sociedad vasca». Javier Alfonso, del periódico digital Valencia Plaza, en su reseña calificó la obra de «ficción bien construida» y añadió: «[el novelista] no relata un asesinato, sino que retrata a la sociedad vasca de los últimos treinta años» y alabó a Aramburu, de quien dice que «relató la historia como si la hubiese vivido de primera mano». También valoró positivamente a los personajes. César Coca, de El Correo, afirma que «[Aramburu] reparte protagonismo y dolor, y muestra el dolor que, más allá de sus causas y la consideración moral que pueda suscitar, alcanza a todos».

### Premios
| Año  | Premio                                        | Categoría                      | Resultado |
| ---- | --------------------------------------------- | ------------------------------ | --------- |
| 2016 | Premio de la Crítica                          | Narrativa en Lengua Castellana | Ganador   |
| 2017 | Francisco Umbral                              | Libro/Novela del Año           | Ganador   |
| 2017 | Premio Nacional de Narrativa                  | Narrativa en Lengua Castellana | Ganador   |
| 2017 | Premio Dulce Chacón                           | Narrativa en Lengua Castellana | Ganador   |
| 2018 | Premio literario Giuseppe Tomasi di Lampedusa |                                | Ganador   |
| 2018 | Premio Strega Europeo                         | Libro/Novela del Año           | Ganador   |
| 2018 | Premio per la Cultura Mediterranea            | Sezione Narrativa              | Ganador   |

## Adaptación televisiva
A finales de septiembre de 2017, HBO España anunció la creación de su primera serie, basada en la novela Patria. La historia muestra diferentes visiones del conflicto vasco. La producción de la serie recae en Alea Media, una productora creada por Mediaset España y Aitor Gabilondo, y en la propia HBO España.
La serie está producida por Alea Media y postproducida por Elamedia Studios. Comenzó a rodarse en 2018 en el País Vasco. 'Patria' es una producción original de HBO Europe, con la participación de HBO Latin America Group. El estreno estaba previsto para mayo de 2020, pero se retrasó a septiembre debido a la pandemia del coronavirus.

## Adaptación a novela gráfica
En 2018, se publicó Patria, la novela gráfica (Planeta), escrita y dibujada por Toni Fezjula. 